# Millennium Tower (Вена)
Millennium Tower («Башня Тысячелетия») — небоскрёб, который является третьим по высоте в Вене и третьим в Австрии, уступая Дунайской башне (252 метра) и DC Towers (250 метров). Башня расположена на берегу реки Дунай, в районе Millennium City, где является доминантой. Общая площадь здания составляет 47 200 м², из них 38 500 м² приходятся на офисные помещения. Строительство башни шло очень быстро благодаря новейшим технологиям. За одну неделю строители возводили 2,5 этажа.

## Строительство
Здание построено в едином архитектурном стиле — модернизм. Форма башни — это два цилиндра, которые соприкасаются друг с другом. Основные материалы облицовки здания — стекло, а каркас построен из армированного бетона.

## Коммерческая деятельность в Millennium Tower
Около 120 компаний арендуют офисные помещения в башне. Также в башне имеются собственный кинотеатр и торговый центр.

## Галерея

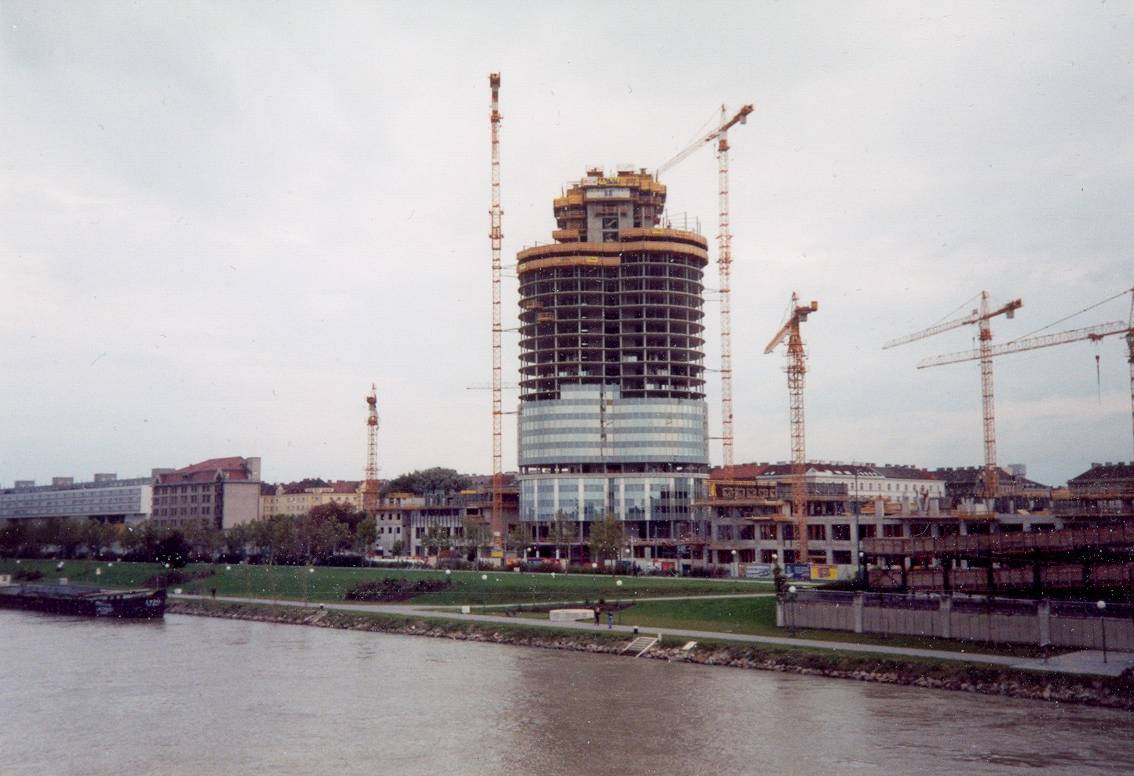
Строительство башни
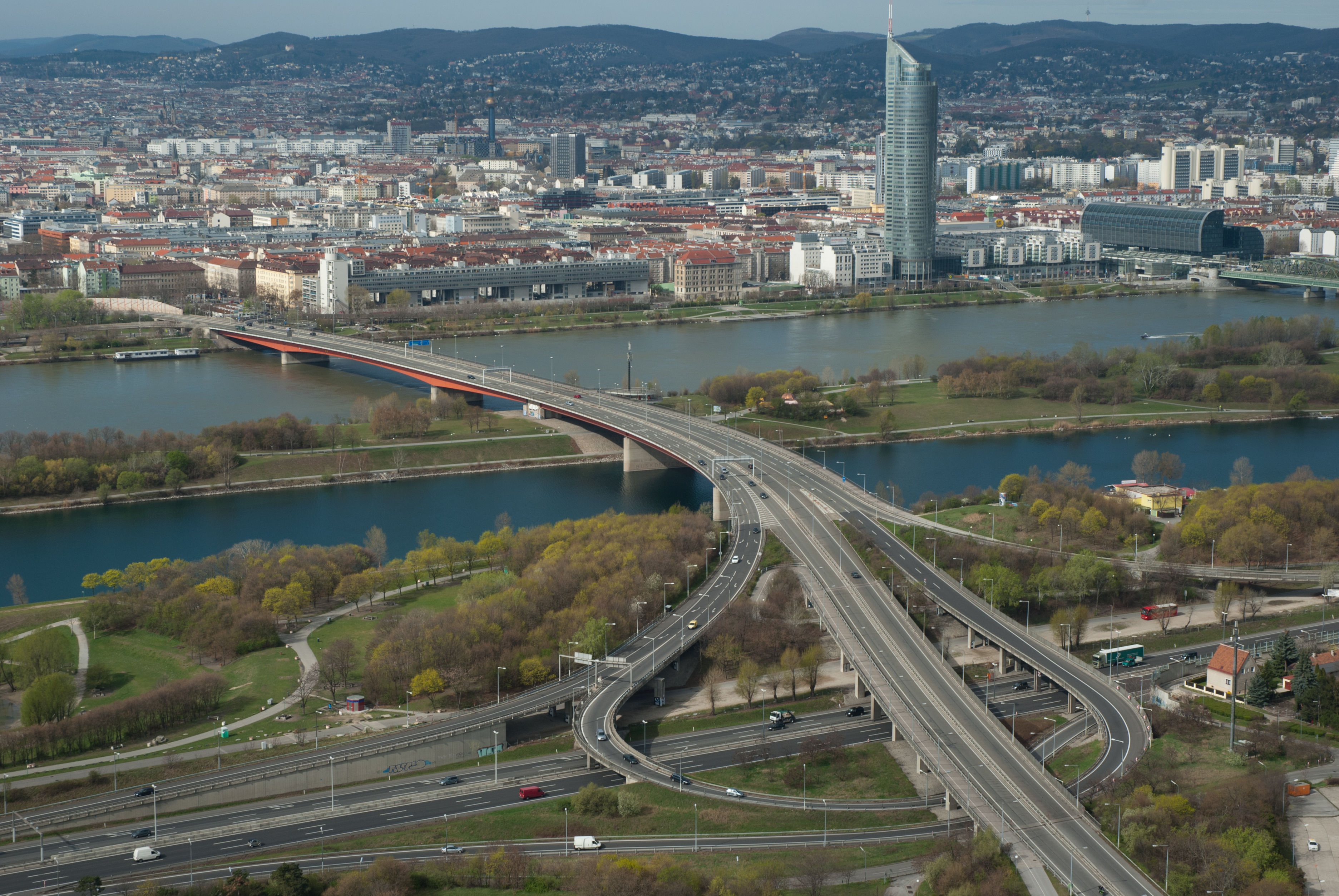
Millennium Tower и мост «Brigittenauer»[нем.]
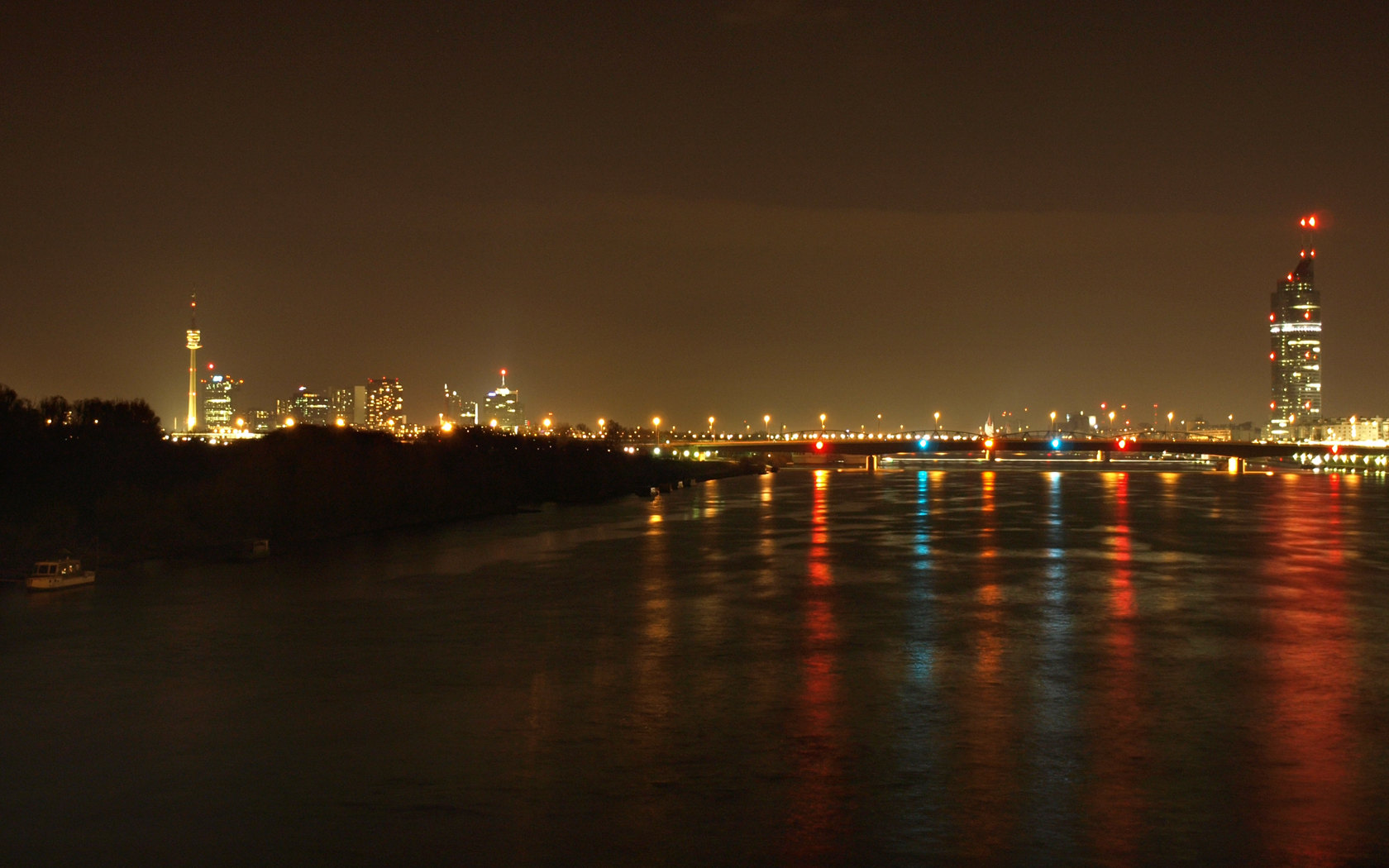
Millennium Tower ночью
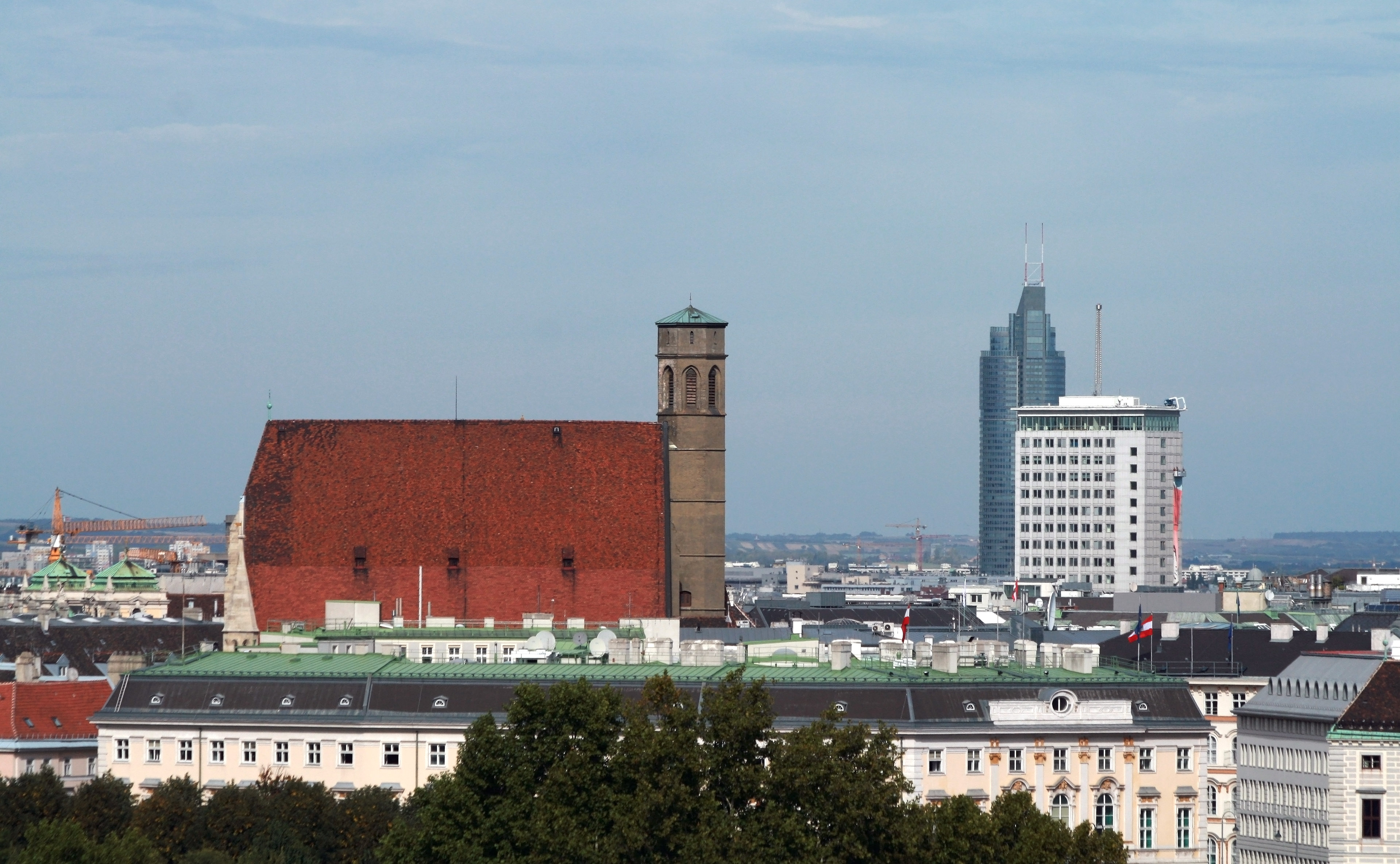
Millennium Tower, Ringturm[нем.], Миноритенкирхе